# サライ・クマロ
サライ・クマロ（Saray N’kusi Khumalo、1972年 - ）はザンビア出身の南アフリカ共和国人女性で、探検家・登山家である。2019年5月、彼女は黒人のアフリカ人女性として初めてエベレストに登頂した人物となった。

## 概要
クマロの家系はルワンダに起源を持ち、現在は南アフリカ共和国に在住している。出身はザンビアである。eコマース企業の役員とし働き、2人の子がいる。
2019年、彼女は黒人のアフリカ人女性として初めてエベレストに登頂したが、それ以前にもエベレストには複数回挑んでいた。最初の挑戦となる2014年は、16人のガイドが犠牲となる雪崩（2014年のエベレスト雪崩事故）の影響で登山できなかった。翌2015年に再挑戦したが、ネパール地震とそれに伴う雪崩（2015年のエベレスト雪崩事故）のため再び登山できなかった。成功以前の最後の挑戦となる2017年は、エベレスト南峰まで達したものの、悪天候と凍傷のため登頂を断念した。
彼女はエベレストの他にもキリマンジャロ、アコンカグア、エルブルス山などの5つの高峰に登頂している。登山活動の目標として、自身の夢である七大陸最高峰制覇を実現し、アフリカの少女たちを鼓舞することを掲げている。
クマロはネルソン・マンデラ・ライブラリーズのアンバサダーであり、登山活動を通じて、ランチボックス基金やヨハネスブルグ・テンビサのマンデラ図書館プロジェクトに資金を調達している。